# Liste de corsaires

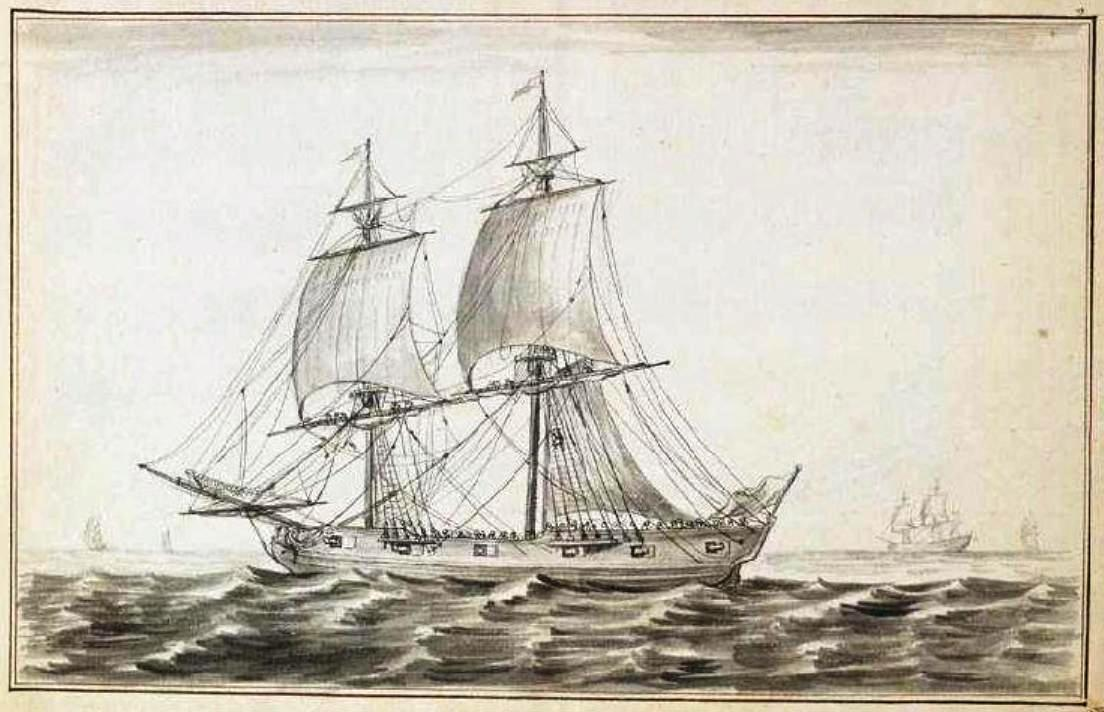
Le senau Le Sirionne armé à Dieppe en 1745. Il possède 10 canons, 12 pierriers et 100 hommes d'équipage commandés par le capitaine Nicolas Paillet de Boulogne.

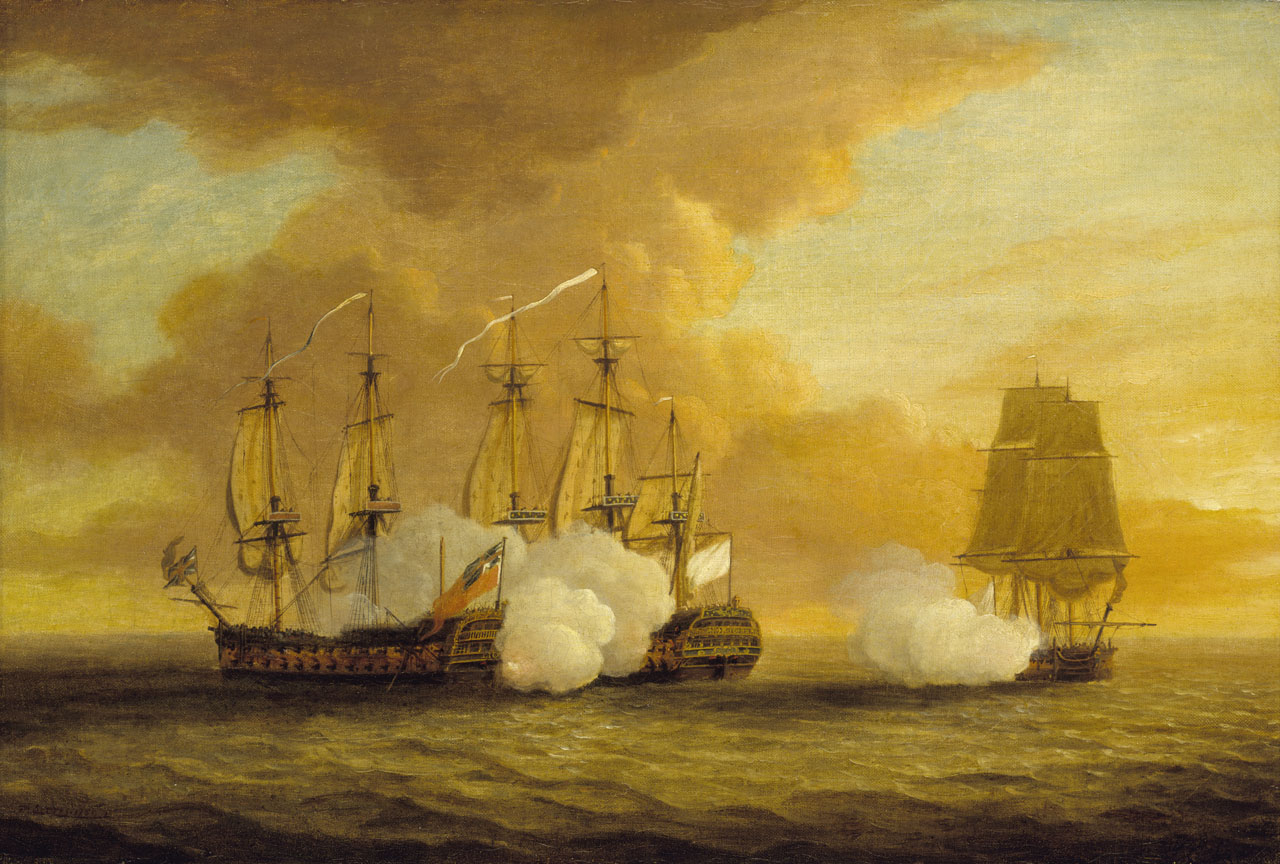
Le Du Teillay, navire corsaire français accompagné de l' Elisabeth ont été la cible de tirs du HMS Lion, lors d'une action le 9 juillet 1745

Un corsaire est une personne (le plus souvent l'armateur, le capitaine ou le membre de l'équipage d'un navire civil armé) autorisée par une lettre de marque (également appelée « lettre de commission » ou « lettre de course ») à attaquer en temps de guerre, tout navire battant pavillon d'États ennemis, et particulièrement son trafic marchand, laissant à la flotte de guerre le soin de s'attaquer aux objectifs militaires. Les corsaires ne doivent donc pas être confondus avec les pirates puisqu'ils exercent leur activité selon les lois de la guerre, uniquement en temps de guerre et avec l'autorisation de leur gouvernement. Capturés, ils ont droit au statut de prisonnier de guerre.
Cette page donne une liste de capitaines et familles corsaires célèbres. Certains noms contenus dans cette liste ne sont pas des corsaires, mais des marins ayant combattu sous les ordres de la Marine, d'autres sont des personnages ayant aussi sévi comme pirates ou des flibustiers. La fonction est majoritairement occupée par des hommes, bien que certaines femmes y aient également pris part, elles sont également référencées dans la liste.

## Tableau de synthèse des principaux corsaires connus

Portraits de corsaires célèbres
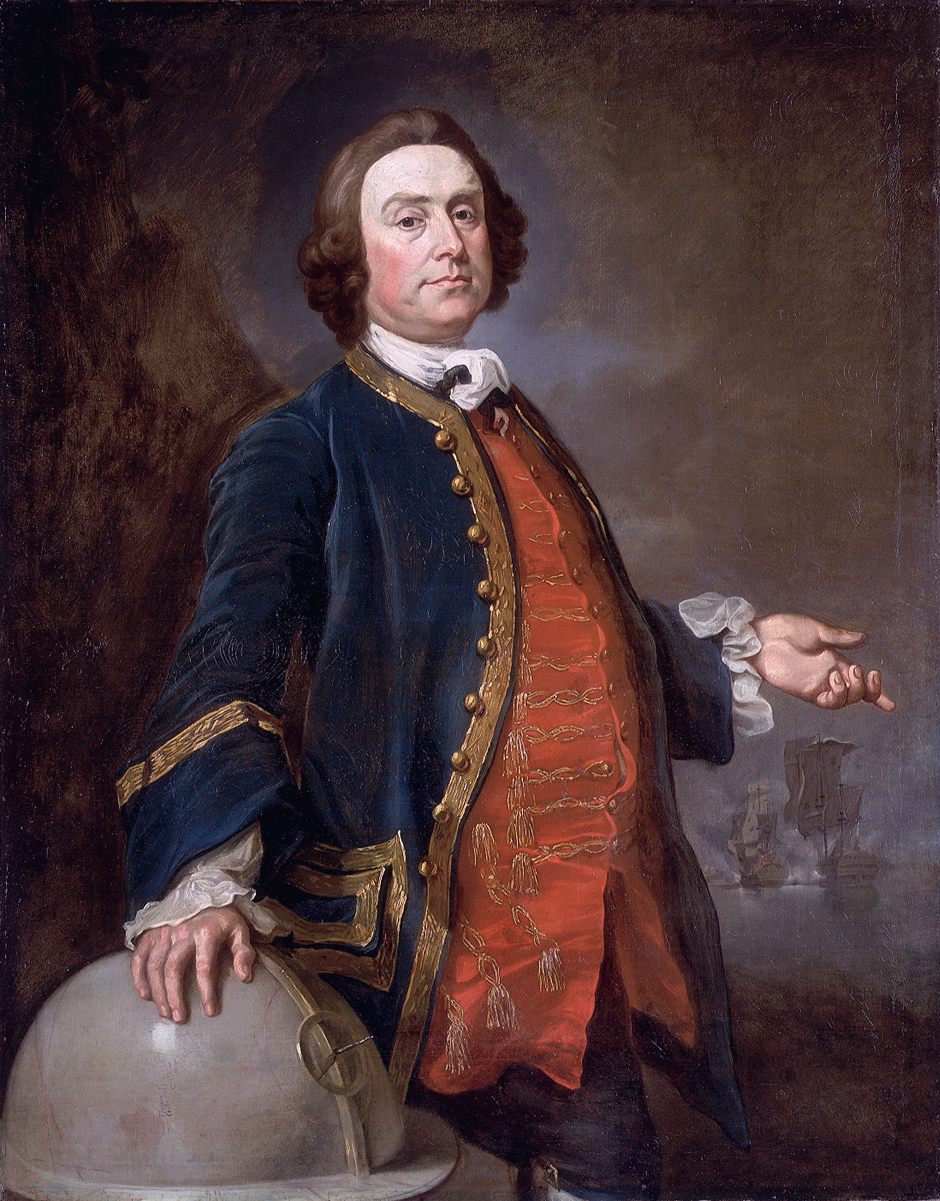
George Walker (en).
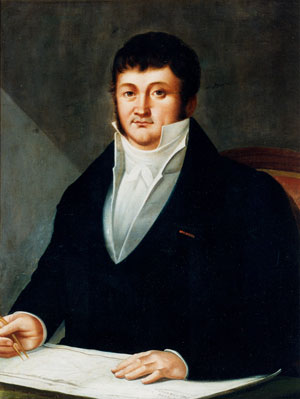
Robert Surcouf corsaire malouin.
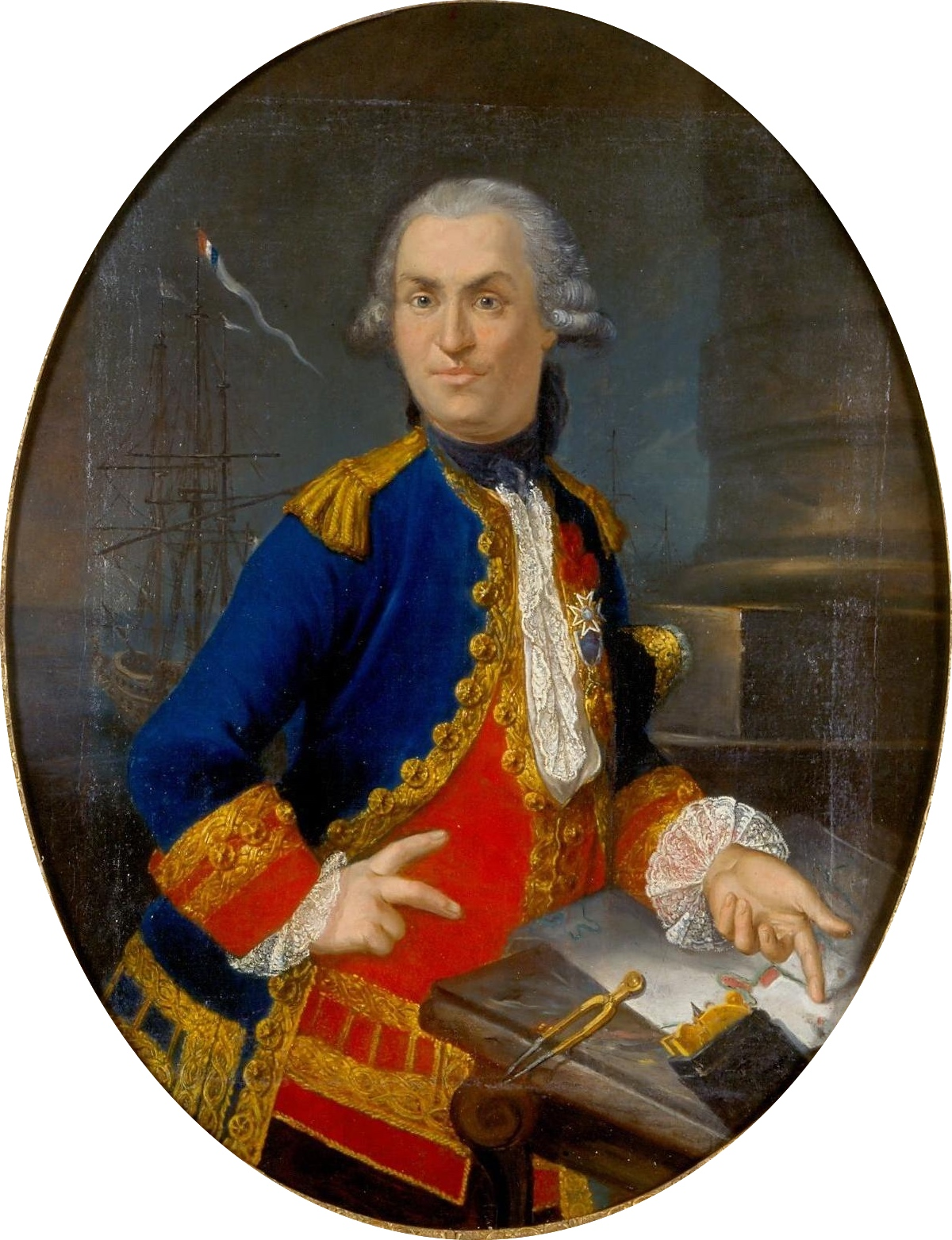
Georges-René Pléville Le Pelley.
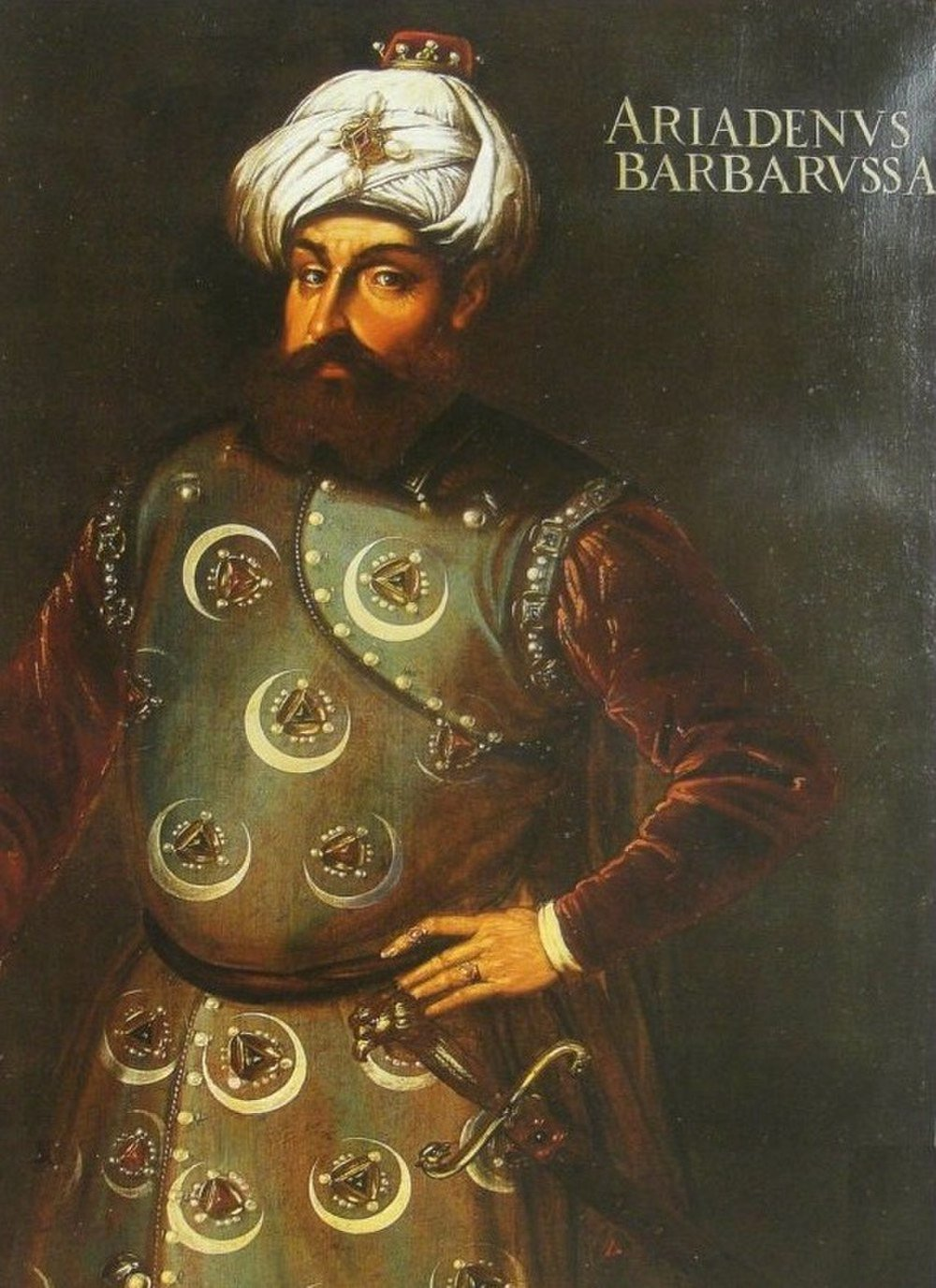
Barbaros Hızır Hayreddin Paşa dit Khayr ad-Din Barberousse.
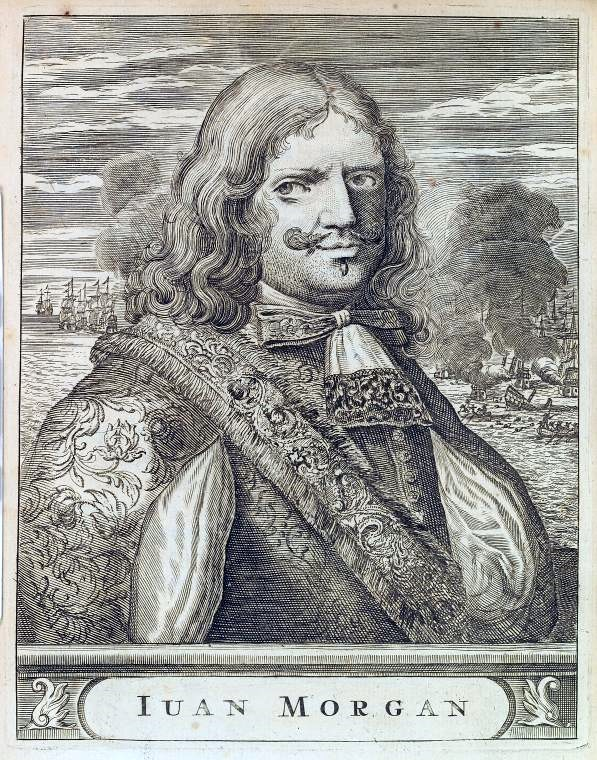
Henry Morgan était un corsaire (et pirate) qui se retira et devint lieutenant gouverneur de Jamaïque.
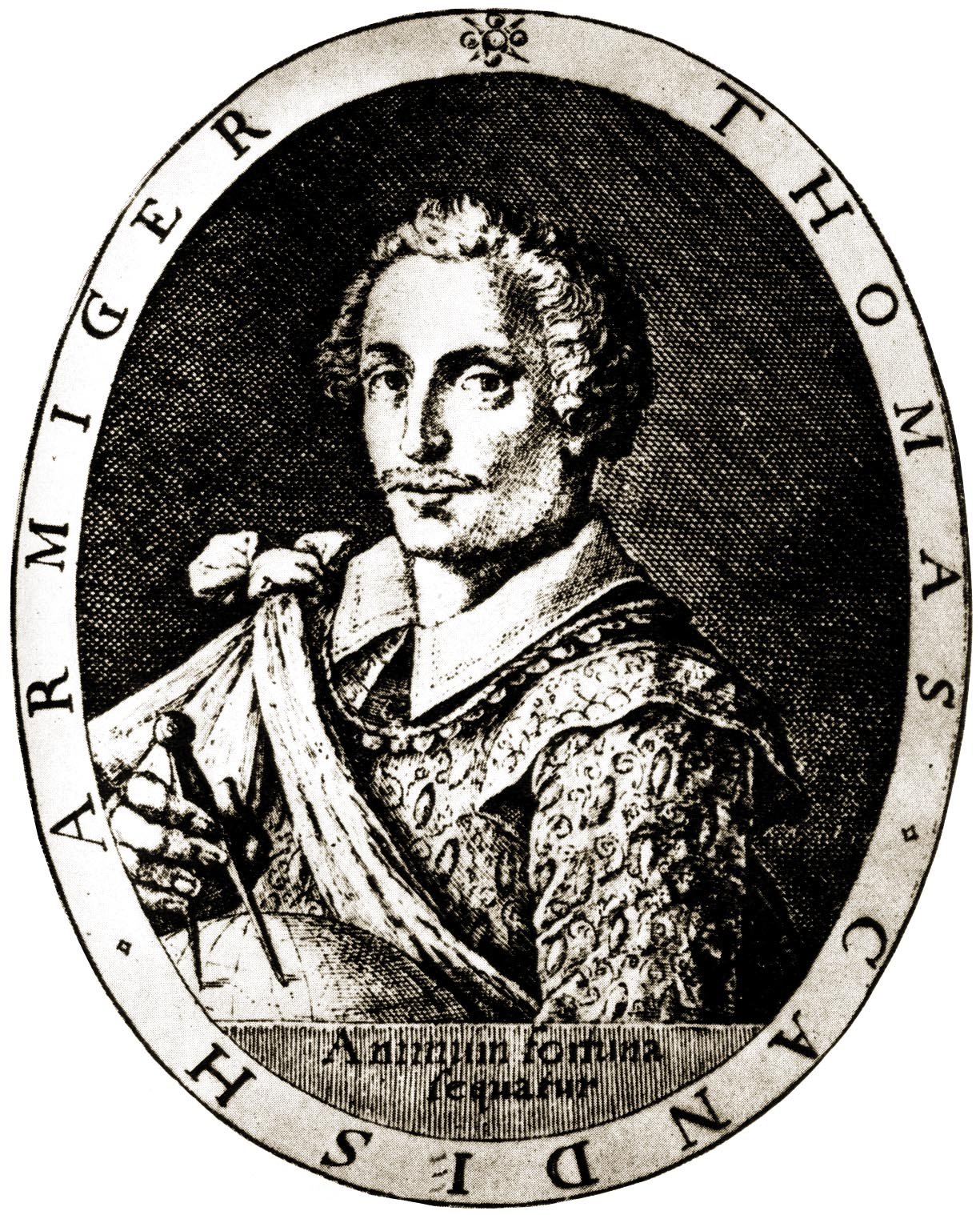
Thomas Cavendish.
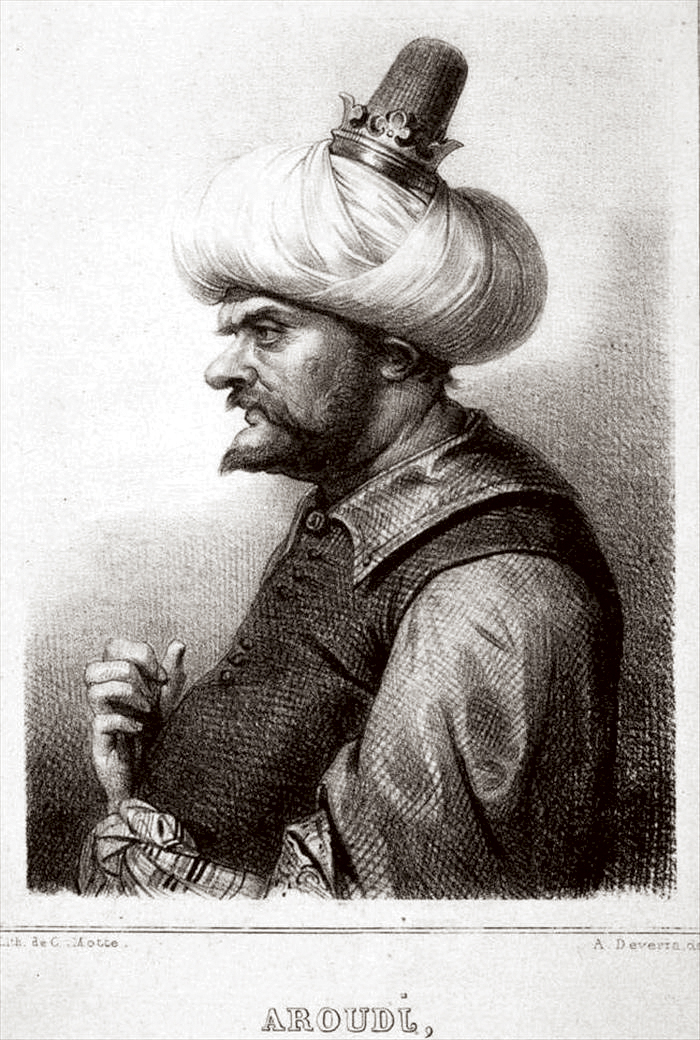
Oruç (ou Arudj) Reis dit Barberousse.
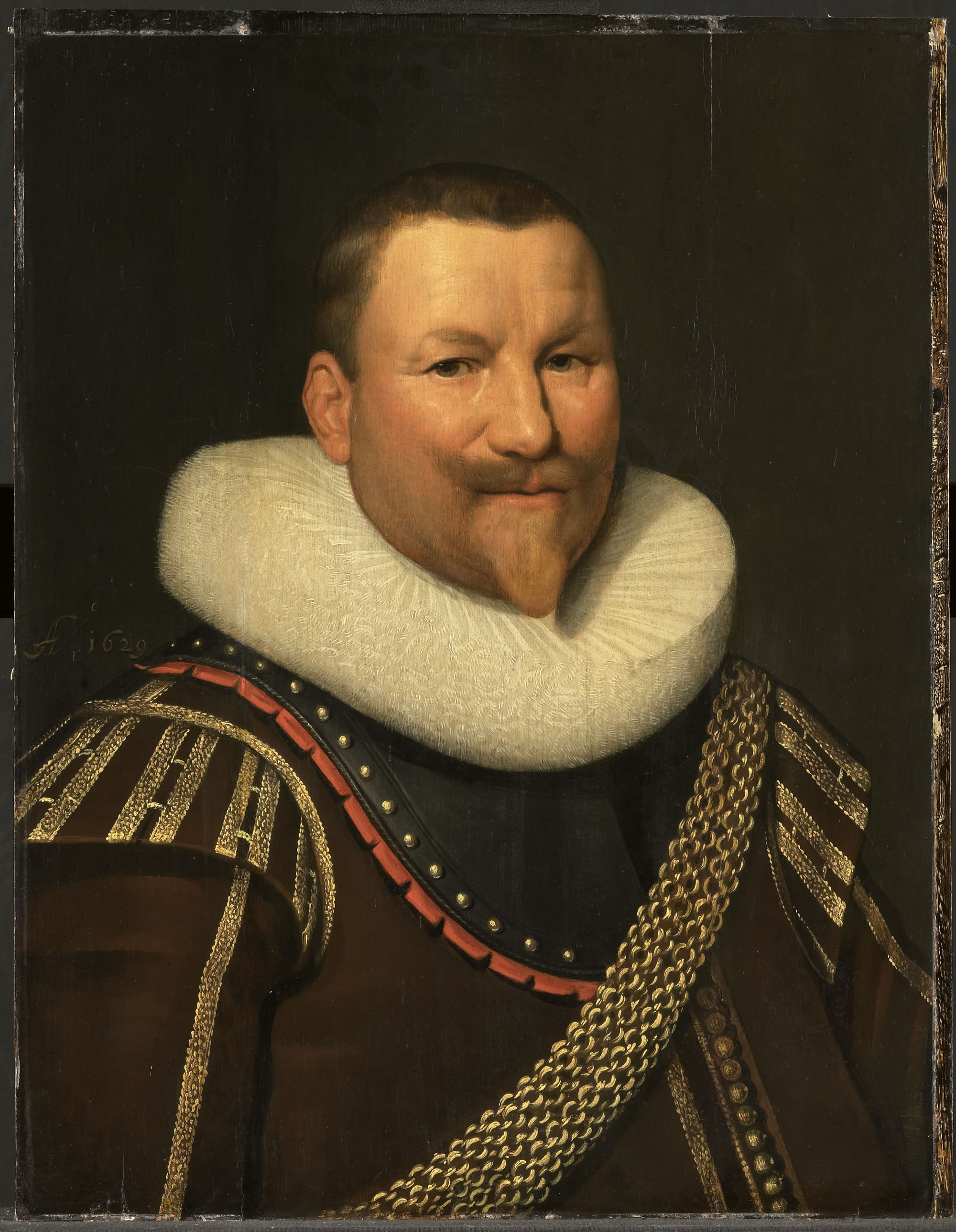
Le héros hollandais Piet Hein.
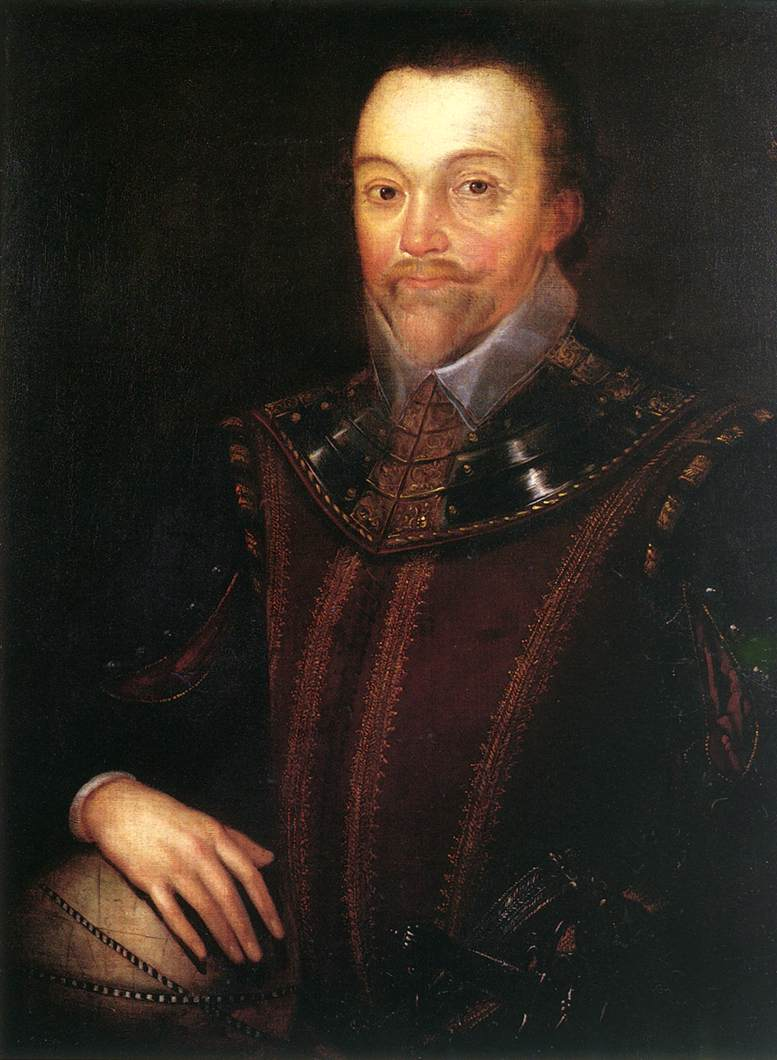
Sir Francis Drake.
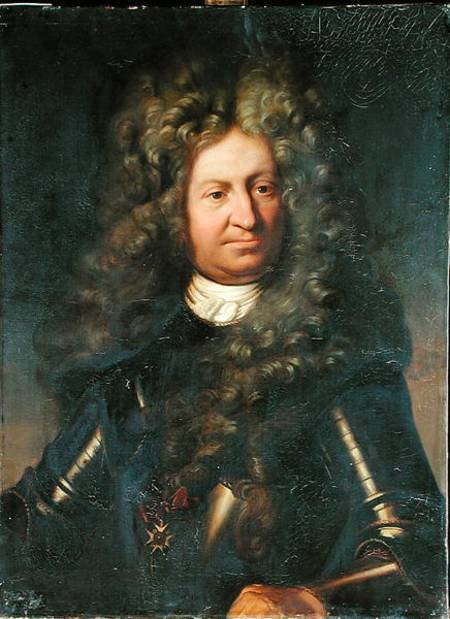
Jean Bart, chef d'escadre

| Période             | Nom | Dates                  | Années d'activité                   | Pays d'origine (Pays de ralliement, si différent)      | Commentaires | Lieu d'activité                           | Pirate |
| ------------------- | --- | ---------------------- | ----------------------------------- | ------------------------------------------------------ | --- | ----------------------------------------- | ------ |
| Antiquité           | Glaucetas |                        | 315–300 av. J.-C.                   | Grèce antique                                          | Les chroniques de la Marine athénienne après la prise de sa base sur l'île Kynthnos et sa capture avec tout son équipage indiquent que « cela a rendu la mer plus sûre pour ceux qui y naviguent. » | Mer Égée                                  |        |
| Moyen Âge           | Didrik Pining (ou Dietrich, Diderik) | 1428-1491              |                                     | Saint Empire Romain Germanique                         | Corsaire allemand puis danois, souvent associé avec Hans Pothorst. Née à Hildesheim et mort à Vardø. | Mer du Nord                               |        |
| Moyen Âge           | Hans Pothorst | 1440-1490              |                                     | Saint Empire Romain Germanique                         | Corsaire associé à Didrik Pining. | Mer du Nord                               |        |
| Moyen Âge           | Giacomo de Pellegrino | XIVe siècle            | 1356-1372                           | Royaume de Sicile                                      | Engagé par le roi de Sicile Frédéric III contre les génois, il est capitaine royal à Malte, il tombe en disgrâce et poursuit ses activités comme pirate. | Méditerranée                              | ✔️     |
| Moyen Âge           | Jean Marant | XIVe siècle            | 1340-1347                           | France                                                 | Corsaire boulonnais du XIVe siècle qui s’illustra pendant la guerre de Cent Ans, ravitaillant Calais puis capturant une escadre anglaise après la reddition de la ville. | Manche                                    |        |
| Moyen Âge           | Jean Coatanlem surnommé le « Roi de la mer »                                                                                                | 1455-1492              |                                     | France                                                 | sieur de Kéraudy en Plouezoc'h, est né près de Morlaix vers 1455, en Bretagne. Il fut surnommé le « Roi de la mer ». |                                           |        |
| Moyen Âge           | Paul Beneke | Début XVe siècle- 1480 |                                     | Pologne (Ligue hanséatique)                            | | Mer du Nord et Mer Baltique               |        |
| XVIe siècle         | Pierre de Mondragon | Mort en 1509           | Fin XIVe siècle - Début XVIe siècle | France                                                 | Corsaire français actif dans le canal du Mozambique et les côtes africaines, contre les espagnols ou portugais. Perdit la vie et ses 4 navires (un coulé et trois capturés) à la bataille du cap Finisterre le 18 janvier 1509, au large des côtes de la Galice contre une escadre portugaise commandée par Duarte Pacheco Pereira. | Afrique et Océan Indien                   |        |
| XVIe siècle         | Turgut Reis | 1485-1565              |                                     | Empire ottoman                                         | Corsaire turc, amiral ottoman et bey d'Alger ; beylerbey de Méditerranée ; premier bey et pasha de Tripoli. | Méditerranée                              |        |
| XVIe siècle         | Salih Reis | 1488-1556              |                                     | Empire ottoman                                         | Corsaire turc et amiral ottoman. | Méditerranée                              |        |
| XVIe siècle         | Khayr ad-Din Barberousse | 1466-1546              | 1504-1545                           | Grèce (Empire ottoman)                                 | Un corsaire ottoman qui devint amiral de l'Empire ottoman et domina la Méditerranée pendant des décennies. | Méditerranée                              |        |
| XVIe siècle         | Oruç (ou Arudj) Barberousse | 1474-1518              | 1503-1518                           | Grèce (Empire ottoman)                                 | Corsaire turc, amiral de l'Empire ottoman, bey d'Alger et beylerbey. Il devint connu sous le nom de Barberousse parmi les Chrétiens. ottoman, | Méditerranée                              |        |
| XVIe siècle         | Kemal Reis | 1451-1511              | 1470-1511                           | Empire ottoman                                         | | Méditerranée                              |        |
| XVIe siècle         | Sir Andrew Barton | 1466-1511              | 1511 (jusqu'en)                     | Écosse (Angleterre)                                    | Bien que servant sous une lettre de marque écossaise, il est souvent considéré comme un pirate par les Anglais et les Portugais. |                                           |        |
| XVIe siècle         | Jean-François de La Rocque de Roberval | 1500-1560              | XVIe siècle                         | France                                                 | Sieur de Roberval est un homme de guerre protestant, corsaire, courtisan de François Ier, vice-roi du Canada, explorateur du passage du Nord-Ouest et seigneur de Roberval. |                                           |        |
| XVIe siècle         | Jean Fleury (ou Florin) | mort en 1527           | 1520 (années)                       | France                                                 | Corsaire français dieppois et officier naval de Jean Ango (armateur). Il est connu pour s'être emparé de trois navires espagnols en 1522, transportant le somptueux trésor de Guatimozin, dernier empereur aztèque, que Cortès envoyait du Mexique, entassé dans deux caravelles. |                                           |        |
| XVIe siècle         | Kristoffer Trondson (Rustung) | 1500-1565              | 1535-1542                           | Norvège                                                | Noble norvégien devenu pirate et corsaire. Il renonça à la piraterie en 1542 et devint amiral dans la flotte danoise. | Mer du Nord et Mer Baltique               | ✔️     |
| XVIe siècle         | Magnus Heinason | 1545-1589              |                                     | Îles Féroé                                             | Corsaire et héros féroïen. Il fut exécuté pour piraterie, bien que ces charges fussent ensuite levées. |                                           |        |
| XVIe siècle         | James Alday | 1516-1576              | 1540 (années)                       | Angleterre                                             | Corsaire et pirate anglais qui attaquait les ports espagnols avec James Logan et William Cooke. |                                           | ✔️     |
| XVIe siècle         | Pedro Menéndez de Avilés | 1519-1574              | 1565                                | Espagne                                                | Né à Avilés dans les Asturies le 15 février 1519 et mort à Santander le 17 septembre 1574 : amiral espagnol et chasseur de pirates, de Avilés est connu pour la destruction de l'établissement français de Fort Caroline en 1565. |                                           |        |
| XVIe siècle         | Guillaume Allène ou Guillermo Elena, dit le Capitaine provençal                                                                             | Mort en 1601           | 1563-1583                           | France (Royaume de Navarre)                            | Corsaire Rochelais née à Marseille et , mort à Cadix fin 1601, capitaine de l'Aventureuse. Il reçoit ses lettres de marque de la reine de Navarre Jeanne d'Albret, mère du futur Henri IV, qui lui confie en 1572 le commandement du Prince, le plus gros navire de La Rochelle (300 tonneaux.) pour faire la guerre aux ennemis de la religion protestante en combattant les espagnols les portugais et les néerlandais. il est l'oncle de Samuel de Champlain. |                                           |        |
| XVIe siècle         | Cornil Weus | 1535-1587              | XVIe siècle                         | Espagne                                                | Corsaire dunkerquois (alors province espagnole) contre les gueux de mer (Hollande). |                                           |        |
| XVIe siècle         | François Le Clerc (Jambe-de-Bois) | Mort en 1563           | 1550-1560                           | France                                                 | Corsaire et pirate normand, surnommé « jambe de bois », il est connu pour le sac de Santiago de Cuba en 1554. |                                           | ✔️     |
| XVIe siècle         | Jacques de Sores surnommé l’Ange Exterminateur                                                                                              | XVIe siècle            | 1555                                | France                                                 | Corsaire français dont le seul acte documenté est l'attaque et l'incendie de La Havane en 1555. | Caraïbes                                  |        |
| XVIe siècle         | Guillaume Le Testu | 1509-1573              | 1560-1570                           | France                                                 | Corsaire, explorateur et cartographe français. Il a navigué avec Francis Drake en Amérique du Sud. | Caraïbes et Atlantique Sud.               |        |
| XVIe siècle         | Thomas Cavendish | 1560-1592              | 1587-1592                           | Angleterre                                             | Corsaire ayant attaqué de nombreuses villes et navires espagnols du Nouveau Monde,. |                                           |        |
| XVIe siècle         | Sir Francis Drake | 1540-1596              | 1563-1596                           | Angleterre                                             | Surnommé "el Draque" (le dragon), Sir Francis Drake est considéré comme un héros en Angleterre, mais les Espagnols le voient surtout comme un pirate,. |                                           |        |
| XVIe siècle         | Sir John Hawkins | 1532-1595              | 1554, 1564, 1567                    | Angleterre                                             | Armateur et navigateur, il participa à des opérations en mer avec le corsaire Francis Drake. Son travail dans le design des bateaux fut très intense durant la menace d'une invasion de l'Armada espagnole,. |                                           |        |
| XVIe siècle         | John Oxenham | 1536-1580              | 1570 à 1580                         | Angleterre                                             | Chien de mer anglais et associé à Sir Francis Drake durant les débuts de la guerre anglo-espagnole. Premier corsaire anglais à atteindre le Pacifique viaPanama. | Caraïbes                                  |        |
| XVIe siècle         | William Parker (corsaire) | Mort en 1618           | 1590-1570                           | Angleterre                                             | Chien de mer anglais actif aux Antilles et associé à Sir Francis Drake pour un raid sur Cadix. Il s'empara de la ville de Portobelo en 1602 sans tirer un seul coup de feu. | Caraïbes                                  |        |
| XVIe siècle         | James Erisey | XVIe siècle            | XVIe siècle                         | Angleterre                                             | Corsaire anglais et associé à Sir Francis Drake. |                                           |        |
| XVIe-XVIIe siècle   | Sir Michael Geare | 1565-?                 | 1584-1603                           | Angleterre                                             | Chien de mer anglais actif aux côtés de Francis Drake dans les Antilles jusqu'à la fin du XVIe siècle. | Caraïbes                                  |        |
| XVIe-XVIIe siècle   | Sir James Lancaster | 1554-1618              | 1591-1603                           | Angleterre                                             | Chien de mer anglais actif aux côtés de Francis Drake durant la fin du XVIe siècle, il a été corsaire, explorateur, pirate et directeur de la compagnie britannique des Indes orientales. | Océan Indien, Asie-Pacifique              | ✔️     |
| XVIe-XVIIe siècle   | Richard Hawkins | 1562-1622              | 1593-1594                           | Angleterre                                             | Boucanier anglais et explorateur, pirate et corsaire fait chevalier, il devient amiral anglais et maire de Plymouth. Fils du corsaire et amiral John Hawkins. |                                           | ✔️     |
| XVIe-XVIIe siècle   | Baltazar de Cordes | Mort en 1601?          | 1598-1601                           | Provinces-Unies                                        | Corsaire hollandais qui combattit les Espagnols au début du XVIIe siècle. | Europe, Argentine, Afrique de l'Ouest.    |        |
| XVIe-XVIIe siècle   | Mathieu Rombout | 1585-1641              | XVIe-XVIIe siècle                   | France (Espagne)                                       | Corsaire dunkerquois et vice-amiral de Flandre pour le compte de Philippe IV d'Espagne. |                                           |        |
| XVIe-XVIIe siècle   | Michel Jacobsen | 1560-1632              | XVIe-XVIIe siècle                   | France (Espagne)                                       | Né en 1560 à Dunkerque et mort en 1632 à Sanlucar), corsaire dunkerquois. Père de Jan Jacobsen. |                                           |        |
| XVIe-XVIIe siècle   | Jan Janszoon van Haarlem aussi appelé Jan Janssen, Jan Janz, John Barber, capitaine John, ou son nom de corsaire Mourad Rais ou Murad Reis. | 1570-1641              | 1590 à 1640                         | Provinces-Unies (Régence d'Alger ; République de Salé) | Hollandais capturé par les Barbaresques qui devint l'un d'entre eux, après une conversion à l'Islam. il devint corsaire pour la Régence d'Alger et la République de Salé. |                                           |        |
| XVIe-XVIIe siècle   | Murat Rais (turc : Koca Murat Reis) | 1506-1608              | 1534-1608                           | Albanie (Régence d'Alger ; République de Salé)         | Corsaire ottoman (Régence d'Alger ; République de Salé) qui prit part aux campagnes navales de Dragut. | Méditerranée, Atlantique Nord             |        |
| XVIIe siècle        | Dragut, Turgut Reis, Darghouth surnommé l'Épée tirée de l'islam.                                                                            | 1485-1565              | XVIIe siècle                        | Empire Ottoman                                         | Corsaire et amiral ottoman célèbre d'ascendance grecque. Il a également été nommé bey d'Alger et Djerba, beylerbey (commandant en chef) de la Méditerranée, ainsi que bey, puis pacha de Tripoli. Sous son commandement, la puissance maritime de l'Empire ottoman s 'est étendue jusqu'en l'Afrique du Nord. | Méditerranée, Atlantique Nord             |        |
| XVIIe siècle        | Simon Dansa aussi appelé Simon Danseker, Simon Danziger, Le Danseur, Simon Raïs ou Raïs Dali.                                               | 1579-1611              | Années 1600-1610                    | Provinces-Unies (Régence d'Alger ; France)             | Un des importants corsaires barbaresques, il était basé à Alger et Tunis au début du XVIIe siècle. Lui et John Ward ont dominé la Méditerranée occidentale durant le début du XVIIe siècle. | Méditerranée                              |        |
| XVIIe siècle        | Salomo de Veenboer aussi appelé Ivan Dirkie De Veenboer, Suleyman Raïs.                                                                     | Mort en 1620           | 1600-1610                           | Provinces-Unies (Régence d'Alger)                      | Ancien corsaire hollandais. Devient un corsaire barbaresque sous Zymen Danseker et commanda la flotte corsaire d'Alger. |                                           |        |
| XVIIe siècle        | Assan Reis (Jan Marinus van Sommelsdijk) |                        | 1620 (années)                       | Provinces-Unies (Empire Ottoman)                       | Ancien corsaire hollandais devenu corsaire barbaresque. Il attaqua le navire hollandais St. Jan Babtista de Jacob Jacobsen d'Ilpendam le 7 mars 1626. |                                           |        |
| XVIIe siècle        | John Ward aussi appelé Jack Ward | 1552-1622              | 1603-1620                           | Angleterre (Régence de Tunis)                          | Célèbre pirate anglais du début du XVIIe siècle qui devint corsaire barbaresque basé à Tunis dans les années 1600. |                                           | ✔️     |
| XVIIe siècle        | Sir Thomas Verney | 1584-1615              | 1600-1610                           | Empire Ottoman                                         | Noble anglais qui abandonna son héritage pour devenir un corsaire barbaresque. |                                           |        |
| XVIIe siècle        | Alonso de Contreras | 1582-1641              | XVIIe siècle                        | Espagne                                                | Né à Madrid le 6 janvier 1582 et mort en 1641, militaire, corsaire et écrivain espagnol. |                                           |        |
| XVIIe siècle        | Samuel Axe | Début XVIIe siècle     | 1629-1645                           | Angleterre                                             | Corsaire anglais au service des Hollandais, Samuel Axe a servi les Anglais pendant la révolte des Gueux contre les Habsbourg. |                                           |        |
| XVIIe siècle        | Nathaniel Butler | Né en 1578             | 1639                                | Angleterre                                             | Malgré une infructueuse carrière de corsaire, Butler devint gouverneur colonial des Bermudes. | Caraïbes                                  |        |
| XVIIe siècle        | Abraham Blauvelt | Mort en 1663           | 1640-1663                           | Provinces-Unies (Suède)                                | Un des derniers corsaires hollandais du milieu du XVIIe siècle, Blauvelt a cartographié une grande partie de l'Amérique du Sud. | Amérique du Sud                           |        |
| XVIIe siècle        | Jan de Bouff | Début XVIIe siècle     | 1602                                | Provinces-Unies (Espagne)                              | Corsaire dunkerquois au service des Habsbourg durant la révolte des Gueux. |                                           |        |
| XVIIe siècle        | Hendrik (Enrique) Brower | 1581-1643              | 1600-1643                           | Provinces-Unies (Espagne)                              | Corsaire qui combattit les Habsbourg durant la révolte des gueux, il captura la ville de Castro au Chili et la conserva pendant deux mois. |                                           |        |
| XVIIe siècle        | Jacob Colaert | Mort en 1637           | 1625-1635                           | France (Espagne)                                       | Amiral flamand qui fut corsaire dunkerquois au service des Habsbourg d'Espagne durant la révolte des Gueux, responsable de la destruction de 150 navires de pêche. Il est le père de Jacques Colaert. |                                           |        |
| XVIIe siècle        | Manuel Butiens | XVIIe siècle           | 1640 (années)                       | Provinces-Unies (Espagne)                              | Corsaire hollandais et dunkerquois au service des Espagnols. |                                           |        |
| XVIIe siècle        | Jacques Colaert | 1584-1637              | XVIIe siècle                        | France (Espagne)                                       | Corsaire dunkerquois, amiral de l'armée de Flandre, fils de Jacob Colaert. Il est responsable de la destruction de 109 navires de commerce et 27 vaisseaux de guerre. Il aurait été blessé 17 fois. |                                           |        |
| XVIIe siècle        | Willem Jansen | XVIIe siècle           | XVIIe siècle                        | Provinces-Unies                                        | Corsaire hollandais basé à Dunkerque qui fut officier de Jacques Colaert. |                                           |        |
| XVIIe siècle        | Mahieu Romboutsen |                        | 1630 (années)                       | Provinces-Unies                                        | Corsaire hollandais au service de l'Espagne. Il fit partie d'une escadre de trois navires commandée par Jacques Colaert et fut capturé avec ce-dernier après une bataille de cinq heures contre Jan Evertsen. |                                           |        |
| XVIIe siècle        | Piet Hein | 1577-1629              | XVIIe siècle                        | Provinces-Unies                                        | Officier de marine hollandais, corsaire, et héros du folklore hollandais. Après avoir servi comme esclave pendant 4 ans sur des galères espagnoles, Piet Hein s'est plus tard emparé de 11 509 524 florins des cargaisons de navires espagnols. |                                           |        |
| XVIIe siècle        | Jacob Willekens ou Jacob Wilckens | 1571-1633              | 1590-1630                           | Provinces-Unies                                        | Amiral et corsaire hollandais qui dirigea des corsaires avec Piet Hein pendant la première expédition néerlandaise aux Indes occidentales. | Caraïbes                                  |        |
| XVIIe siècle        | Claes Compaan aussi écrit Klaas Kompaan ou Claes Compaen                                                                                    | 1587-1660              | 1621-1627                           | Provinces-Unies                                        | Ancien corsaire hollandais, il devint pirate et s'empara de centaines de bateaux. | Europe, Méditerranée, Afrique de l'Ouest. | ✔️     |
| XVIIe siècle        | Cornelis Jol surnommé El Pirata, ou encore Jambe de bois                                                                                    | 1597-1641              | 1630-1640                           | Provinces-Unies                                        | Corsaire et amiral hollandais de la Compagnie néerlandaise des Indes occidentales qui connut le succès contre les Espagnols dans les caraïbes. Il possédait une jambe de bois. | Caraïbes                                  |        |
| XVIIe siècle        | Johan Evertsen | 1600-1666              | 1630 (années)                       | Provinces-Unies                                        | Amiral et corsaire hollandais. |                                           |        |
| XVIIe siècle        | Moses Cohen Henriques |                        | 1620 (années)                       | Provinces-Unies                                        | Corsaire et pirate hollandais d'origine juive séfarade portugaise, actif dans les Caraïbes contre les Espagnols et les Portugais. Il a collaboré avec Henry Morgan. | Caraïbes                                  | ✔️     |
| XVIIe siècle        | Pieter Ita |                        | 1620 (années)                       | Provinces-Unies                                        | Corsaire hollandais. Commandant d'une des premières et des plus grandes expéditions contre le Portugal et l'Espagne dans les Caraïbes en 1628. | Caraïbes                                  |        |
| XVIIe siècle        | Pieter Schouten | 1622-1625              | 1620 (années)                       | Provinces-Unies                                        | Corsaire, explorateur et navigateur néerlandais du XVIIe siècle. Il est l'un des premiers Néerlandais à explorer les Caraïbes et, alors qu'il était employé par la Compagnie néerlandaise des Indes Occidentales. | Caraïbes                                  |        |
| XVIIe siècle        | Willem Jacobszoon |                        | 1620 (années)                       | Provinces-Unies                                        | Corsaire hollandais qui accompagna Pieter Schouten sur un de ces navires le Hoop, durant l'une des premières explorations aux Indes Occidentales. | Caraïbes                                  |        |
| XVIIe siècle        | Hillebrandt Janszoon |                        | 1620 (années)                       | Provinces-Unies                                        | Corsaire hollandais qui accompagna Pieter Schouten sur un de ces navires le Eendracht, durant l'une des premières explorations aux Indes Occidentales. | Caraïbes                                  |        |
| XVIIe siècle        | Hendrik Worst |                        | 1620 (années)                       | Provinces-Unies                                        | Corsaire hollandais qui accompagna Pieter Schouten sur un de ces navires le Trouwe, durant l'une des premières explorations aux Indes Occidentales. | Caraïbes                                  |        |
| XVIIe siècle        | Filips van Zuylen |                        | 1620 (années)                       | Provinces-Unies                                        | Corsaire hollandais actif contre les Portugais en Afrique occidentale. | Afrique de l'Ouest                        |        |
| XVIIe siècle        | Jan van Ryen | Mort en 1627           | 1620 (années)                       | Provinces-Unies                                        | Corsaire hollandais actif aux Indes Occidentales. Probablement tué avec plusieurs colons en tentant de fonder une des premières colonies sur le Wiapoco en Guyane néerlandaise. | Caraïbes                                  |        |
| XVIIe siècle        | Dirck Simonszoon van Uitgeest |                        | 1620 (années)                       | Provinces-Unies                                        | Corsaire hollandais qui dirigea une expédition de la compagnie néerlandaise des Indes occidentales au Brésil et ramena 12 prises portugaises et espagnoles. |                                           |        |
| XVIIe siècle        | Cornelis Wittebol |                        | 1620 (années)                       | Provinces-Unies                                        | Corsaire hollandais au service de l'Espagne. En février 1622, il attaqua une flotte de pêche venu de Veere et Maasmond, coula quelques navires et ramena les survivants en otage à Dunkerque. |                                           |        |
| XVIIe siècle        | Johannes van Walbeeck | 1602-1649              | 1620-1630                           | Provinces-Unies                                        | Amiral, explorateur et corsaire hollandais. Captura Curaçao en 1634 et en devint son gouverneur. | Caraïbes                                  |        |
| XVIIe siècle        | William Rous |                        | 1630-1640                           | Provinces-Unies                                        | Corsaire hollandais basé à l'île de la Providence. Il participa à des expéditions corsaires au service de la compagnie de l'île de la Providence et commanda plus tard Fort Henry. |                                           |        |
| XVIIe siècle        | Isaac Rochussen | 1631-1710              | 1660-1670                           | Provinces-Unies                                        | Corsaire hollandais actif contre les Anglais durant la seconde et Troisième guerre anglo-néerlandaise. Il captura The Falcon, un navire marchand des Indes orientales, ce qui fut l'une des plus importantes prises de la fin du XVIIe siècle. |                                           |        |
| XVIIe siècle        | Jacob Janssen van den Bergh | XVIIe siècle           | 1650-1660                           | Provinces-Unies                                        | Corsaire hollandais et marchand d'esclaves pour la Compagnie néerlandaise des Indes occidentales. | Caraïbes                                  |        |
| XVIIe siècle        | Bartholomeus de Jager | XVIIe siècle           | Années 1650                         | Provinces-Unies                                        | Corsaire hollandais actif contre les Portugais. Il attaqua une petite flotte de navires marchands à Fernando Noronha, capturant l'un d'eux et laissant partir les autres. | Caraïbes                                  |        |
| XVIIe siècle        | Cornelis Janszoon van de Velde | XVIIe siècle           | Années 1650                         | Provinces-Unies                                        | Corsaire hollandais actif aux Antilles, il s'associa brièvement à Bartholomeus de Jager. | Caraïbes                                  |        |
| XVIIe siècle        | Philip Ras | XVIIe siècle           | Années 1650                         | Provinces-Unies                                        | A capturé plusieurs navires anglais en tant que corsaire durant la première guerre anglo-néerlandaise. |                                           |        |
| XVIIe siècle        | Roche Braziliano | XVIIe siècle           | 1654-1671                           | Provinces-Unies                                        | Corsaire puis pirate. Connu pour sa violence : il a par exemple brûlé vif deux fermiers espagnols qui refusaient de lui remettre leurs porcs. | Caraïbes                                  | ✔️     |
| XVIIe siècle        | Peter Easton | 1570-1619              | 1602                                | Angleterre                                             | Corsaire, puis pirate, qui se retira à Villefranche-sur-Mer avec une fortune estimée à deux millions de livres. |                                           | ✔️     |
| XVIIe siècle        | Sir Henry Mainwaring | 1587-1653              | 1610-1616                           | Angleterre                                             | Corsaire et chasseur de pirates anglais. Sa flotte de pirates a rompu la trêve entre l'Angleterre et l'Espagne après la guerre anglo-espagnole. |                                           | ✔️     |
| XVIIe siècle        | Daniel Elfrith | 1607-1640              | XVIIe siècle                        | Angleterre                                             | Corsaire et marchand d'esclaves anglais dans l'espace des Caraïbes. | Caraïbes                                  |        |
| XVIIe siècle        | Jan Jacobsen | Mort en 1622           | 1610-1620                           | France (Espagne)                                       | Corsaire flamand et corsaire dunkerquois au service de l'Espagne durant la guerre de Quatre-Vingts Ans. Fils de Michel Jacobsen. |                                           |        |
| XVIIe siècle        | Michel De Horn | XVIIe siècle           | 1630-1641                           | France (Espagne)                                       | Corsaire dunkerquois, vice-amiral de la flotte de Flandre. Le 6 février 1637, il quitte Mardyck à la tête de 6 galions et 2 frégates, Il croise au Cap Lizard, 28 navires marchands accompagnés de 6 vaisseaux de guerre hollandais qu'il engage. Il coule 3 vaisseaux, aborde 3 autres dont il s'empare avec les 14 navires marchands. À la tête de 12 galions, il est fait prisonnier en 1639 par Maarten Tromp, lors d'une mission d'escorte de 8 navires transports de troupes. Libéré contre rançon, il part avec son escadre en Espagne en avril 1641, en route, il attaque 7 vaisseaux français vers l’île de Ré. Il meurt des suites de ses blessures survenues lors de l'abordage, en arrivant à la Corogone, l'amirauté est laisséev à Josse Pieters. |                                           |        |
| XVIIe siècle        | Philip Fitzgerald alias Felipe Geraldino ou Philip Hellen                                                                                   | XVIIe siècle           | 1672-1675                           | Irlande (Espagne)                                      | Corsaire irlandais au service de l'Espagne dans le Caraïbes contre les anglais. | Caraïbes                                  |        |
| XVIIe siècle        | Juan Garcia |                        | 1620 (années)                       | Espagne                                                | L'un des corsaires espagnols qui accompagnèrent Jan Jacobsen dans son dernier voyage en 1622. |                                           |        |
| XVIIe siècle        | Pedro de la Plesa |                        | 1620 (années)                       | Espagne                                                | Lui et Juan Garcia rejoignirent Jan Jacobsen pour son dernier voyage en 1622. |                                           |        |
| XVIIe siècle        | James Reiskimmer | XVIIe siècle           | 1630 (années)                       | Angleterre                                             | Lieutenant du navire Warwick, faisant partie de la flotte de Nathaniel Butler, il devient corsaire entre mai et -septembre 1639. | Caraïbes                                  |        |
| XVIIe siècle        | Nathaniel Butler | 1577-1639              | XVIIe siècle                        | Angleterre                                             | Marin et corsaire anglais, gouverneur des Bermudes dans les années 1620 et de l'île de la Providence entre 1639 et 1640. | Caraïbes                                  |        |
| XVIIe siècle        | William Wright | XVIIe siècle           | 1675-1682                           | Angleterre (France)                                    | Bien qu'il fût anglais, William Wright fut corsaire au service de la France. Il devint plus tard boucanier. |                                           | ✔️     |
| XVIIe siècle        | Philippe Bequel | XVIIe siècle           | 1650-1669                           | France                                                 | Il était l'un des premiers corsaires étrangers à recevoir une lettre de marque de la part du gouverneur de Jamaïque. Il aurait servi sous les ordres de Mathurin Gabaret et François Beaulieu. | Caraïbes                                  |        |
| XVIIe siècle        | Mathurin Gabaret | 1600-1671              | XVIIe siècle                        | France                                                 | Officier de marine français et corsaire du XVIIe siècle. |                                           |        |
| XVIIe siècle        | François Beaulieu | 1633-1703              | XVIIe siècle                        | France                                                 | Corsaire puis capitaine du port de Toulon (1681). |                                           |        |
| XVIIe siècle        | Baron Jean-Bernard de Pointis | 1635-1707              | 1690 (années)                       | France                                                 | Son plus grand succès fut le siège de Carthagène en 1697. | Caraïbes                                  |        |
| XVIIe siècle        | Jacques Tavernier dit Le Lyonnais | 1625-1673              | 1664-1673                           | France                                                 | Boucanier français qui participa à des expéditions avec Laurens de Graaf, Michel de Grandmont, Pierre Le Grand, François l'Ollonais et Henry Morgan avant son exécution en 1673. Son existence est controversée car la seule référence de lui avant le XXe siècle apparaît dans l'Appleton's Cyclopedia of American Biography,. | Caraïbes                                  |        |
| XVIIe siècle        | Nicolas Gargot de La Rochette dit Jambe-de-Bois                                                                                             | 1619-1664              | XVIIe siècle                        | France                                                 | Corsaire, officier de marine et administrateur colonial français. |                                           |        |
| XVIIe siècle        | Michel de Grandmont ou Michel de Grammont                                                                                                   | 1645-1686              | 1670-1686                           | France                                                 | Boucanier français, corsaire du roi contre les Provinces Unies puis contre les navires espagnols venant du Vénézuéla. |                                           |        |
| XVIIe siècle        | François Grognier dit Chasse-Marée ou Cachemarée                                                                                            | mort en 1687           | 1681-1686                           | France                                                 | Issu de la famille Grognier, est l'un des plus célèbres flibustiers, corsaire et pirate de la mer des Caraïbes. Il a participé à des expéditions corsaires contre les Espagnols avant de voir sa lettre de marque retirée. Il a également participé à des expéditions ambiguës associant pirates et corsaires avec Laurent de Graff, Pierre le Picard, Edward Davis ou encore Michel de Grandmont. | Caraïbes                                  | ✔️     |
| XVIIe siècle        | Jean du Casse | 1646-1715              | 1678-1697                           | France                                                 | Fils de parents huguenots, du Casse fut autorisé à entrer dans la Marine française au vu de ses prises en tant que corsaire. |                                           |        |
| XVIIe siècle        | Charles François d’Angennes, marquis de Maintenon.                                                                                          | 1648-1691              | 1674-1676                           | France                                                 | Il vendit son château et son titre à Madame de Maintenon puis devint capitaine de navire de la Marine Royale et corsaire français contre les Hollandais et les Anglais entre 1674 et 1676 avant devenir un riche propriétaire de plantation. | Caraïbes                                  |        |
| XVIIe siècle        | Jean Foccard | XVIIe siècle           | 1680 (années)                       | France                                                 | Pirate et mercenaire corsaire associé de Laurens de Graaf et de Michel de Grandmont. Il les a rejoints lors de l'attaque de Tampico en 1682. | Caraïbes                                  | ✔️     |
| XVIIe siècle        | Laurens de Graaf ou Laurent de Graaf | 1653-1704              | 1672-1697                           | Provinces-Unies (France)                               | Dépeint comme un « corsaire grand et espiègle » par Henry Morgan, de Graaf était un pirate hollandais, mercenaire corsaire, et officier naval au service de la colonie française de Saint-Domingue. |                                           | ✔️     |
| XVIIe siècle        | Bartholomew Sharp | 1650-1690              | 1679-1682                           | Angleterre                                             | Pilla 25 navires espagnols et de nombreuses petites villes. |                                           |        |
| XVIIe siècle        | John Coxon | Mort en 1689           | 1677-1682                           | Angleterre                                             | L'un des plus célèbres frères de la côte, un consortium de corsaires qui fut actif contre les colonies espagnoles. |                                           |        |
| XVIIe siècle        | William Dampier | 1651-1715              | 1670-1688                           | Angleterre                                             | Navigateur, pirate, corsaire et boucanier anglais. Il fut la première personne à faire trois fois le tour du monde,. |                                           | ✔️     |
| XVIIe siècle        | Lionel Wafer | 1640-1705              | 1679-1688                           | Pays de Galles (Angleterre)                            | Un explorateur et corsaire gallois dont le travail a aidé à préparer le projet Darién. |                                           |        |
| XVIIe siècle        | Cornelius Essex | Mort en 1680           | 1670 (années)                       | Angleterre                                             | Boucanier anglais qui participa à l'expédition corsaire du capitaine Bartholomew Sharp, la Pacific Adventure, durant la fin des années 1670. |                                           |        |
| XVIIe siècle        | Thomas Magott | XVIIe siècle           | 1680 (années)                       | Angleterre                                             | Boucanier anglais qui navigua avec Bartholomew Sharp et autres lors de l'expédition corsaire Pacific Adventure. |                                           |        |
| XVIIe siècle        | John Davis (Robert Searle) | XVIIe siècle           | XVIIe siècle                        | Angleterre                                             | Davis était l'un des premiers et des plus actifs boucaniers de Jamaïque, corsaire et pirate. |                                           | ✔️     |
| XVIIe siècle        | William Jackson | XVIIe siècle           | 1639-1645                           | Angleterre                                             | Corsaire anglais pour le compte de Providence Island Company puis de la couronne anglaise. C'est sa flotte qui captura la Jamaïque pour le compte de l'Angleterre. | Caraïbes                                  |        |
| XVIIe siècle        | Edward Collier | XVIIe siècle           | 1668-1671                           | Angleterre                                             | Second de Henry Morgan pendant la majeure partie de ses expéditions contre l'Espagne durant le milieu du XVIIe siècle. |                                           |        |
| XVIIe siècle        | Sir Henry Morgan (Harri Morgan en gallois)                                                                                                  | 1635-1688              | 1663-1674                           | Pays de Galles (Angleterre)                            | Pirate gallois et corsaire anglais célèbre qui se retira et devint lieutenant gouverneur de Jamaïque,. |                                           | ✔️     |
| XVIIe siècle        | John Morris | XVIIe siècle           | 1663-1672                           | Angleterre                                             | Habile pilote, il servit avec Christopher Myngs et Henry Morgan avant de devenir un chasseur de pirates. |                                           | ✔️     |
| XVIIe siècle        | David Marteen | XVIIe siècle           | 1651-1672                           | Provinces-Unies (Angleterre)                           | Pirate et corsaire hollandais, seul non-Anglais à avoir participé aux raids contre les bastions espagnols des actuels Mexico et Nicaragua aux côtés d'Henri Morgan. | Caraïbes                                  | ✔️     |
| XVIIe siècle        | Lawrence Prince ou Laurens Prins | XVIIe siècle           | Années 1650-1670                    | Provinces-Unies                                        | Pirate, boucanier et corsaire hollandais au service de l'Angleterre. Officier d'Henry Morgan. | Caraïbes                                  | ✔️     |
| XVIIe siècle        | Sir Christopher Myngs | 1625-1666              | Années 1650-1660                    | Angleterre                                             | Décrit comme « déséquilibré et faux » par le gouverneur de la Jamaïque, Myngs devint pourtant amiral de la Royal Navy, mais se comporte comme un pirate, pillant les villes côtières du Venezuela. Sur la plainte des Espagnols, il est arrêté et renvoyé en Angleterre. Il obtient le pardon du roi Charles II qui lui remet une lettre de marque et lui confie le commandement du corsaire Centurion. |                                           | ✔️     |
| XVIIe siècle        | Thomas Paine | XVIIe siècle           | 1680 (années)                       | Angleterre                                             | Corsaire des colonies d'Amérique du Nord qui attaqua quelques établissements aux Indes occidentales avec Jan Willems, comme Río de la Hacha en 1680. Il mena les Français à Block Island. | Caraïbes                                  |        |
| XVIIe siècle        | Thomas Tew, surnommé le pirate de Rhode Island                                                                                              | Mort en 1695           | 1692-1695                           | Angleterre                                             | Corsaire puis pirate, En seulement deux voyages, Thomas Tew s'engagea dans un itinéraire appelé plus tard ronde des Pirates,. |                                           | ✔️     |
| XVIIe siècle        | John Cooke ou John Cook | Mort en 1683           | Années 1680                         | Angleterre                                             | Corsaire et boucanier anglais qui mena une expédition contre les Espagnols au début des années 1680. |                                           | ✔️     |
| XVIIe siècle        | Manuel Rivero Pardel | Mort en 1671           | 1668-1671                           | Portugal (Espagne)                                     | Corsaire portugais au service de l'Espagne. Actif contre les boucaniers des Caraïbes durant la fin du XVIIe siècle. | Caraïbes                                  |        |
| XVIIe siècle        | Robert Colley | mort en 1698           | 1695-1698                           | Angleterre                                             | Pirate et corsaire anglais. | Terre-Neuve et océan Indien.              | ✔️     |
| XVIIe siècle        | Jean Bernanos, alias Lassonde | 1648-1695              | XVIIe siècle                        | France                                                 | Propriétaire de plantation, capitaine flibustier et un corsaire Français dans les Caraïbes. | Caraïbes                                  | ✔️     |
| XVIIe siècle        | Jean Breart, sieur de Boisanger | 1620-1677              | XVIIe siècle                        | France                                                 | Corsaire et armateur à Port-Louis (Morbihan) |                                           |        |
| XVIIe siècle        | Jean Bart ou Jean Baert | 1651-1702              | 1672-1697                           | France                                                 | Fils de pêcheur, Bart devint tout de même un célèbre amiral et corsaire dunkerquois au service de la France. |                                           |        |
| XVIIe siècle        | Alexander Dalzeel | 1662-1715              | 1685-1715                           | Écosse (France)                                        | Corsaire écossais pour a France, puis pirate ayant servi sous Henry Every. Il fut capturé quatre fois avant d'être finalement pendu. |                                           | ✔️     |
| XVIIe-XVIIIe siècle | Marc-Antoine de Saint-Pol Hécourt, dit Chevalier de Saint-Pol                                                                               | 1665-1705              | XVIIe-XVIIIe siècle                 | France                                                 | Officier de marine et compagnon d'arme du célèbre corsaire dunkerquois Jean Bart, il est capitaine de l'escadre des vaisseaux du roi à Dunkerque. Il meurt au combat le 31 octobre 1705. |                                           |        |
| XVIIe-XVIIIe siècle | Nicolas Baeteman | 1659-1720              | XVIIe-XVIIIe siècle                 | France                                                 | Corsaire dunkerquois. |                                           |        |
| XVIIe-XVIIIe siècle | Nicolas de Lambert | 1666-1727              | XVIIe-XVIIIe siècle                 | France                                                 | Capitaine d'artillerie et officier de marine, capitaine corsaire dunkerquois. Né à Lavaur et mort à Toulon. Il fut enseigne de vaisseau de bombardier à Toulon (1691), sous-lieutenant d'artillerie à Dunkerque (1692), capitaine de galiote, lieutenant d'artillerie (1695), capitaine d'artillerie à Rochefort (1705) . Il commanda les navires du roi l'Heureux Retour , Le Toulouse et le Téméraire, chevalier de Saint Louis le 27 novembre 1712. |                                           |        |
| XVIIe-XVIIIe siècle | Claude de Forbin | 1656-1733              | 1675-1710                           | France                                                 | Officier de marine française, il prend part à la fin de la guerre de Hollande, aux campagnes contre les pirates barbaresques menées en Méditerranée, à une mission d'ambassadeur au Siam. En 1689, il est placé sous les ordres de Jean Bart le corsaire dunkerquois. Pendant la guerre de la Ligue d'Augsbourg il sert sous les ordres de Tourville. Dans les années qui suivent, il capture encore plusieurs navires avant d'être fait chevalier de Saint-Louis en 1699. Il reprend du service pendant la guerre de Succession d'Espagne. Entretenant de mauvaises relations avec le Secrétaire d'État à la MarinePontchartrain il quitte le service en 1710.                                                                                                 |                                           |        |
| XVIIe-XVIIIe siècle | Jean François Doublet ou Jean Doublet | 1655-1728              | XVIIe-XVIIIe siècle                 | France                                                 | Corsaire né à Honfleur fils d'un armateur et capitaine marchand. Sa carrière demeure méconnue, malgré une longue carrière en mer de quarante-huit ans, ayant laissé ses mémoires rédigées avec soin et minutie. |                                           |        |
| XVIIe-XVIIIe siècle | Charles Breart | 1650-1704              | XVIIe-XVIIIe siècle                 | France                                                 | Corsaire Breton (Port Louis - Morbihan) |                                           |        |
| XVIIe-XVIIIe siècle | Phillip Walsh | 1666-1708              | XVIIe-XVIIIe siècle                 | Irlande (France)                                       | Capitaine corsaire malouin d'origine irlandaise, réfugié jacobite en France, il est aussi un négociant de Saint-Malo. Il meurt à Madagascar de la fièvre jaune. |                                           |        |
| XVIIe-XVIIIe siècle | Miguel Enríquez | 1674-80 - 1743         | Début XVIIIe siècle                 | Porto Rico (Espagne)                                   | Fils d'un cordonnier, Henríquez reçut plus tard une lettre de marque de l'Espagne contre les Britanniques. |                                           |        |
| XVIIe-XVIIIe siècle | Henri Robert Jallot de Rantot ou Henri Robert Jallot de Beaumont                                                                            | 1654-1720              | XVIIe-XVIIIe siècle                 | France                                                 | Corsaire et contrebandier français, il participa à la guerre de Hollande, et fut capitaine de vaisseau lors de la bataille de la Hougue, à bord du Soleil Royal qu'il essaya en vain de sauver. |                                           |        |
| XVIIe-XVIIIe siècle | Pierre Hamel de Boisvert | 1640-1706              | XVIIe-XVIIIe siècle                 | France                                                 | Capitaine corsaire granvillais, péri en mer sur l'Apollon. |                                           |        |
| XVIIe-XVIIIe siècle | Jacques Couraye du Parc | 1644-1723              | XVIIe-XVIIIe siècle                 | France                                                 | Armateur, et capitaine corsaire granvillais ayant participé à la guerre de la Ligue d'Augsbourg, père de Thomas Couraye du Parc. |                                           |        |
| XVIIe-XVIIIe siècle | Thomas Couraye du Parc | 1673-1740              | XVIIe-XVIIIe siècle                 | France                                                 | Fils de Jacques Couraye du Parc, capitaine corsaire et armateur granvillais ayant participé à la guerre de succession d'Espagne. |                                           |        |
| XVIIe-XVIIIe siècle | Jean-Bernard de Pointis, Jean-Bernard Louis de Saint-Jean de son vrai nom                                                                   | 1645-1707              | XVIIe-XVIIIe siècle                 | France                                                 | Officier de marine et corsaire français du XVIIe siècle. Formé par Duquesne et Tourville, il s'illustre par la prise de Carthagène, le 2 mai 1697. |                                           |        |
| XVIIIe siècle       | Louise Antonini connue aussi sous le nom de Louis Antonini                                                                                  | 1771-1861              | XVIIIe siècle                       | France, Corce                                          | Corsaire, faite prisonnière lors d'un combat naval contre les Anglais en 1804, puis sergent dans le régiment d'infanterie. |                                           |        |
| XVIIIe siècle       | Thomas Hamel de Grandpré | 1705-1759              | XVIIIe siècle                       | France                                                 | Armateur et capitaine corsaire granvillais. |                                           |        |
| XVIIIe siècle       | Jean François Mulot du Rivage | 1721-1786              | XVIIIe siècle                       | France                                                 | Armateur, second capitaine, capitaine corsaire granvillais et officier de marine. |                                           |        |
| XVIIIe siècle       | Robert Delacre | 1703-1774              | XVIIIe siècle                       | France                                                 | Négociant et capitaine d'un navire janvier 1730 à 26 ans, il prend le commandement en 1745 du bateau corsaire Les Trois Frères (45 tonneaux, 58 hommes, 8 canons) pendant de la Guerre de Succession d’Autriche (1744-1748). Née le 12 juin 1703 à Boulogne-sur-Mer et mort le 11 février 1774 à Boulogne-sur-Mer. |                                           |        |
| XVIIIe siècle       | Robert Delacre | 1731- < 1791           | XVIIIe siècle                       | France                                                 | Négociant et armateur, capitaine en 1762 du navire corsaire l’Hercule. Né le 25 novembre 1731 à Boulogne-sur-Mer et mort avant 1791. |                                           |        |
| XVIIIe siècle       | Henry Jennings | Mort en 1745           | 1714-1718                           | Angleterre                                             | Corsaire devenu pirate. Il sera gouverneur du "paradis de pirates" de New Providence, Henry Jennings se rendit coupable de deux actes de piraterie – gagnant une fortune de 410 000pesos. | Caraïbes                                  | ✔️     |
| XVIIIe siècle       | Turn Joe | XVIIIe siècle          | 1718                                | Irlande (Angleterre, Espagne)                          | Pirate et corsaire irlandais qui a tourné le dos aux Anglais pour se mettre au service des Espagnols en tant que corsaire de la guarda costa dans les Caraïbes. |                                           | ✔️     |
| XVIIIe siècle       | Benjamin Hornigold | Mort en 1719           | 1713-1719                           | Angleterre                                             | Pirate anglais du début du XVIIIe siècle. Connu pour avoir été moins agressif que les autres pirates, Hornigold attaqua un jour un navire dans le seul but de s'emparer des chapeaux de l'équipage,. Sa carrière de pirate est relativement courte, de 1713 à 1718. Il obtient un pardon royal et se fait alors chasseur de pirate, corsaire pour le compte de Woodes Rogers, gouverneur des Bahamas. Il meurt dans un naufrage en 1719. | Caraïbes                                  | ✔️     |
| XVIIIe siècle       | Barbe Noire, Blackbeard en anglais, de son vrai nom Edward Teach ou Thatch.                                                                 | 1680-1718              | 1716-1718                           | Angleterre                                             | D'apparence très effrayante, Barbe Noire est souvent crédité comme le stéréotype même du pirate des Caraïbes,. Il eut un court début en tant que corsaire. |                                           | ✔️     |
| XVIIIe siècle       | Woodes Rogers | 1679-1732              | 1709-1710                           | Angleterre                                             | Corsaire anglais qui joua un rôle majeur dans la suppression des pirates des Caraïbes,. | Caraïbes                                  |        |
| XVIIIe siècle       | Ingela Gathenhielm | 1692-1729              | 1718-1721                           | Suède                                                  | Veuve de Lars Gathenhielm, active dans la mer Baltique. | Mer Baltique                              |        |
| XVIIIe siècle       | Lars Gathenhielm | 1689-1718              | 1710-1718                           | Suède                                                  | Actif dans la mer Baltique, mari d'Ingela Gathenhielm | Mer Baltique                              |        |
| XVIIIe siècle       | John Halsey | Mort en 1708           | 1705-1708                           | Treize Colonies                                        | Corsaire puis pirate, Halsey est décrit par Defoe comme « courageux de sa personne, courtois envers tous ses prisonniers, il vécut bien-aimé, et mourut regretté par son propre peuple». | Océans Atlantique et Indien               | ✔️     |
| XVIIIe siècle       | Pierre Jean Van Stabel ou Vanstabel | 1740-1797              | XVIIIe siècle                       | France                                                 | Amiral de la Révolution française né à Dunkerque. ll débute dans la marine marchande au service de la Compagnie des Indes. Puis Corsaire pendant la guerre d'indépendance des États-Unis. Enseigne de vaisseau lorsque la Révolution éclate en France puis Capitaine de vaisseau en 1793, il prend un convoi de navires marchands britanniques et est promu contre-amiral peu de temps après. |                                           |        |
| XVIIIe-XIXe siècle  | Julienne David | 1777 - 1843            |                                     | France                                                 | Elle participe à la guerre de Vendée, puis devient novice sur un bateau marchand, la Jeune Agathe. Après mai 1803, elle devient corsaire. Son navire est pris par les Anglais. Elle est alors emprisonnée pendant 8 ans. |                                           |        |
| XVIIIe-XIXe siècle  | Alexander Godfrey | 1756 - 1803            |                                     | Angleterre                                             | Corsaire, capitaine du Rover. Il devient célèbre lorsqu'il capture le Santa Rita, vaisseau amiral espagnol et ses deux navires canonniers. Les 55 hommes d'équipage du Rover ont fait prisonniers les 125 hommes de ces trois navires sans subir de pertes. |                                           |        |
| XVIIIe-XIXe siècle  | Georges-René Pléville Le Pelley, dit Pléville Le Pelley                                                                                     | 1726-1805              | XVIIIe-XIXe siècle                  | France                                                 | Terre-neuva, flibustier, blessé au combat sur le Françoise-du-Lac, second capitaine, capitaine corsaire granvillais, vice-amiral, ministre de la Marine et des Colonies et sénateur. |                                           |        |
| XVIIIe-XIXe siècle  | Pierre-Edouard Plucket surnommé Le second Jean Bart                                                                                         | 1759-1845              | XVIIIe-XIXe siècle                  | France                                                 | Corsaire français née et mort à Dunkerque. |                                           |        |
| XVIIIe-XIXe siècle  | Hamidou ben Ali alias Raïs Hamidou | Vers 1770-1815         | Fin XVIIIe siècle-Début XIXe siècle | Régence d'Alger                                        | Corsaire algérien et régent d'Alger. |                                           |        |
| XVIIIe siècle       | Hezekiah Frithsurnommé le « corsaire gentilhomme»                                                                                           | Début XIXe siècle      | Années 1790-1800                    | Angleterre                                             | Armateur britannique, pirate, contrebandier et corsaire anglais aux Bermudes. Il utilisa son commerce comme couverture pour s'adonner à la piraterie et amasser une petite fortune. | Atlantique                                | ✔️     |
| XIXe siècle         | Louis-Michel Aury | 1788-1821              | 1810-1821                           | France                                                 | Corsaire français et esclavagiste, ayant œuvré à l'indépendance de plusieurs pays d'Amérique latine, dont le Mexique. | Amérique centrale                         |        |
| XIXe siècle         | Don Pedro Gilbert | 1800-1834              | 1832-1834                           | Espagne (Colombie)                                     | Corsaire pour le compte du gouvernement colombien, il devint pirate et participa à la dernière action de piraterie connue de l'Atlantique,. | Amérique                                  | ✔️     |
| XIXe siècle         | Hippolyte de Bouchard | 1780-1843              | 1817-1819                           | France (Argentine)                                     | Corsaire français au service de l'Argentine, du Chili et du Pérou. |                                           |        |

## Autres listes de corsaires

### Corsaires granvillais
- Michel Le Fer de la Motte (1547-1591), armateur, capitaine corsaire, tué au combat sur la Fleur-d'Olonne,
- Jehan Cauchet (ca 1560-?), capitaine corsaire,
- Jean Duhamel de la Bréhencière (ça 1560-), capitaine corsaire,
- François de Gourfaleur de Bonfossé (1595-1620/), capitaine corsaire,
- Pierre Hamel de Boisvert (1640-1706), capitaine corsaire, prisonnier, péri en mer sur l'Apollon,
- Jacques Couraye du Parc (1644-1723), armateur, prisonnier, capitaine corsaire granvillais ayant participé à la guerre de la Ligue d'Augsbourg[28], père de Thomas Couraye du Parc.
- Olivier Ganne (1644-1724), capitaine corsaire,
- Olivier Baillon du Neufbourg (1645-1714), capitaine corsaire,
- Olivier de Lalun (1648-1724), capitaine corsaire,
- François Le Rossignol de Parisy (1649-1705), capitaine corsaire,
- Jean Pigeon de Launay (ca 1650-1706/), capitaine de prise, capitaine corsaire,
- Jean Baillon du Teil (1652-1692), armateur, capitaine corsaire, prisonnier,
- François Le Marié des Fontaines (ca 1653-1701), capitaine corsaire,
- Charles Jourdan de Prévalon (1653-1711), capitaine corsaire,
- Jacques Le Rossignol de la Maugerre (1653-), capitaine corsaire,
- Nicolas Pigeon de Boisrobert (1656-1711/), capitaine corsaire,
- François Le Virais (1658-1747), capitaine corsaire, capitaine de prise,
- Lucas Alleaume de la Cointrie (ca 1658), capitaine corsaire,
- Jacques Jourdan de Grandclos (1659-1733), armateur, capitaine corsaire, prisonnier,
- Jean Perrée du Hamel (1659-1739), capitaine corsaire, prisonnier, officier de marine,
- Pierre Dry de Hautmesnil (1660-1739), armateur, capitaine corsaire, prisonnier,
- Pierre Le Virais (1660-1700), capitaine corsaire,
- Jean Hugon de Hautmesnil (1661-1730), armateur, capitaine corsaire, prisonnier,
- Nicolas Hugon des Demaines (1661-1737), armateur, capitaine corsaire,
- François Hugon de la Noë (1664-1733), armateur, capitaine corsaire, otage,
- Nicolas Baillon de la Commune (1665-1705), capitaine de prise , capitaine corsaire, tué au combat sur le Hocquard,
- Charles Hugon du Tertre (1665-1709), second capitaine, capitaine de prise, capitaine corsaire, prisonnier,
- François Hamel de Boisvert (1666-1706), armateur, capitaine de prise, capitaine corsaire, péri en mer sur l'Apollon,
- Jean Lévesque de Beaubriand, dit Beaubriand-Lévesque (1666-1706), capitaine corsaire, prisonnier, décédé à l'île de Gorée au Sénégal,
- Michel Caillouet, (1667-1721), capitaine de prise, capitaine corsaire, prisonnier,
- Nicolas Louvel des Vaux (1667-), capitaine corsaire, prisonnier,
- Gaud Yves Hugon de Haute Houle (1668-1720), capitaine corsaire,
- André Lévesque de la Souctière (1668-1772), armateur, second capitaine, capitaine corsaire, décédé à presque 104 ans,
- Nicolas Perrée de Maisonneuve (1669-1702..1706), armateur, second capitaine, capitaine de prise, capitaine corsaire,
- Pierre François Baillon des Prairies (1673-1703), capitaine corsaire, tué au combat sur la Couronne,
- Jean Tapin de Haute-Halle (1673-1707), capitaine corsaire,
- Jean Dry de la Turbotière (1673-1709/), capitaine corsaire,
- Nicolas Dry de Grand-Croix (1674-1716), capitaine corsaire, blessé au combat sur le Saint-André,
- Jacques Lair (1674-), armateur, capitaine corsaire, prisonnier, évadé,
- Olivier de Lalun (1676-1731), capitaine corsaire, prisonnier, péri en mer sur le Patriarche,
- François Lair (1677-1726), armateur, capitaine corsaire, blessé au combat sur le Marquis-de-Thiange, prisonnier, évadé,
- Nicolas Hugon du Canet (1677-), capitaine corsaire,
- Antoine Lévesque (1677-), capitaine corsaire,
- Thomas Dry du Pré (1678-1735), armateur, capitaine corsaire,
- Jean Ganne de Grandmaison (1679-1746), armateur, capitaine de prise, capitaine corsaire, naufragé sur le Saint-Jean-Baptiste,
- Denis Hugon du Canet (1680-1716/), capitaine corsaire, blessé au combat sur le Berninghen,
- Michel Clément des Maisons (1680-1724), capitaine corsaire, prisonnier,
- François Le Marié des Fontaines (1680-1732), capitaine corsaire,
- Gaud Augrain (1680-1733), armateur, capitaine corsaire,
- François Raciquot (1681-1758), armateur, capitaine corsaire,
- Jacques Tapin de Haute-Halle (1682-1714…1722), capitaine corsaire,
- Nicolas Le Rossignol de Parisy (1682-1731..1741), capitaine corsaire,
- Yves Baillon de la Commune (1684-1742), armateur, capitaine corsaire, otage, prisonnier, naufragé sur la Patience,
- Jean Hugon des Demaines (1689-1727), armateur, capitaine corsaire, décédé à bord sur la Françoise,
- Clair François Hamel de Boisvert (1695-1750), capitaine corsaire, péri en mer sur le Vigilant,
- Gaud Hugon des Demaines (1697-1762), armateur, capitaine corsaire,
- Pierre Lucas de Grandjardin (1699-1752), armateur, capitaine corsaire, décédé à bord du Conquérant,
- Pierre Le Pelley de Tilly (1702-1753), capitaine corsaire,
- Mathieu de La Rüe, dit face d'argent (1703-1767), capitaine corsaire, prisonnier, blessé au combat sur le Thamas-Koulikan,
- Thomas Hamel de Grandpré (1705-1759), armateur, capitaine corsaire,
- Thomas Hugon de Hautmesnil (1706-1762), armateur, capitaine corsaire, prisonnier,
- Jacques Mulot « le Jeune » (1706-1764/), capitaine corsaire, prisonnier,
- Nicolas Fougeray du Coudray (1706-1767), capitaine corsaire, prisonnier, blessé au combat sur le Jean-François,
- Jacques Jourdan de Prévalon (1707-1749), capitaine corsaire, prisonnier, naufragé sur le Jean-Hester,
- Julien Deshayes (1707-1750/), capitaine corsaire, prisonnier, naufragé sur le Charles-Grenot,
- François Jacques Tapin de Haute-Halle (1710-1777), armateur, capitaine corsaire,
- Jean Olivier Daguenet de Beaujardin (1712-1752), capitaine corsaire, prisonnier, naufragé sur le Coureur, décédé à bord sur le Saint-Joseph,
- François Joseph Hugon du Prey (1714-1768), armateur, second capitaine, capitaine corsaire,
- Michel Clément des Maisons (1716-1773), armateur, capitaine corsaire, naufragé sur le Grand-Grenot,
- Jacques Clément des Nos (1717-1768), armateur, capitaine corsaire,
- Thomas Couraye du Parc (1673-1740), fils de Jacques Couraye du Parc, capitaine corsaire et armateur granvillais ayant participé à la guerre de succession d'Espagne[29].
- Jacques Nicolas de La Forterie (1720-1771), armateur, second capitaine, capitaine corsaire, prisonnier, naufragé sur le Grand-Grenot,
- Jean François Mulot du Rivage (1721-1786), armateur, second capitaine, capitaine corsaire, officier de marine,
- René Jean Perrée de Grandpièce (1722-1779, armateur, capitaine de prise, capitaine corsaire, prisonnier,
- Jacques François Fillastre des Hogues (1724-1782), armateur, second capitaine, capitaine corsaire, prisonnier,
- Denis François Le Mengnonnet (1724-1809), armateur, capitaine corsaire, prisonnier,
- Jean Baptiste Hugon du Puy (1725-1754), capitaine corsaire, prisonnier,
- Nicolas Quinette de la Hogue (1726-1757), armateur, second capitaine, capitaine corsaire, tué au combat sur le Granville,
- Georges-René Pléville Le Pelley de Pléville, dit Pléville Le Pelley (1726-1805), Terre-neuva, flibustier, blessé au combat sur le Françoise-du-Lac, prisonnier, second capitaine, capitaine corsaire, vice-amiral, ministre de la Marine et des Colonies, sénateur,
- Louis Pierre Étienne Le Pelley du Manoir (1733-1807), armateur, capitaine de prise, capitaine corsaire, prisonnier, évadé, naufragé sur le Princesse-de-Monaco,
- François Le Pelley (1734-1821), capitaine corsaire, prisonnier, naufragé sur le Grand-Grenot et sur le Marie-Constance, prisonnier, blessé au combat lors du Siège de Granville, officier de marine,
- François Boisnard de Maisonneuve (1736-1814), armateur, capitaine corsaire, prisonnier, officier de marine,
- Anne François René Jourdan de la Monnerie (1739-1821), capitaine corsaire, prisonnier,
- Paul Félix Eudes de la Cocardière (1743-1781), capitaine corsaire prisonnier, naufragé sur le Sainte-Aglaé, officier de marine, péri en mer sur le Patriote,
- Jacques Olivier Boisnard (1745-1832), second capitaine, capitaine corsaire, prisonnier,
- Denis François Le Mengnonnet (1751-1780), capitaine corsaire, naufragé sur le Juste, tué au combat sur le Duc-de-Coigny,
- Nicolas Saint-Lo (1753-), capitaine corsaire,
- Pierre Jean Mulot du Rivage (1760-1836), armateur, capitaine corsaire, prisonnier,
- Pierre Jacques François de La Forterie (1761-1810), capitaine corsaire, prisonnier,
- Michel Jean François Marie Clément (1773-1828), capitaine de prise, capitaine corsaire, blessé (royaliste), blessé au combat lors du débarquement de Limbé à Saint-Domingue (1801) et sur la Poursuivante (1803), officier de marine,
- Michel Daguenet de la Cointerie (1774-1850), capitaine corsaire, prisonnier, officier de marine,
- Guillaume Jean Delamusse (1777-1846), capitaine d'abordage sur l'Aimable-Flore, capitaine corsaire, prisonnier, officier de marine,
- Charles Hugon du Tertre (1665-1709), second capitaine corsaire,
- André sieur de la Souctière Lévesque (1668-1772), second capitaine corsaire,
- Nicolas Perrée de Maisonneuve 1669-1702..1706), second capitaine corsaire,
- Jacques Mulot "l'Aisné" (ca 1699-1762), second capitaine corsaire,
- Pierre François Jourdan de la Passardière (1704-1772), second capitaine corsaire,
- François Joseph Hugon du Prey (1714-1768), second capitaine corsaire,
- François Louvel (1715), second capitaine corsaire,
- Nicolas Louis Gallien des Naudières (ca 1716), second capitaine corsaire,
- Jacques Destouches de la Fresnée (ca 1718), second capitaine corsaire,
- Jacques Nicolas de La Forterie (1720-1771), second capitaine corsaire,
- Jean-François Pierre Paul Mulot du Rivage (1721-1786), second capitaine corsaire,
- Jacques François Fillastre des Hogues (1724-1782), second capitaine corsaire,
- Georges René de Pléville Le Pelley (1726-1805), second capitaine corsaire,
- Nicolas Quinette de la Hogue (1726-1757), second capitaine corsaire,
- Pierre Jean Delarüe (ca 1735), second capitaine corsaire,
- Barthélémy Marion), second capitaine corsaire,
- Jacques Olivier Boisnard de Maisonneuve (1745-1832), second capitaine corsaire,
- Jean Pigeon de Launay (ca 1650-1706/), capitaine de prise,
- François Le Virais (1658/1650-1747), capitaine de prise,
- Nicolas Baillon de la Commune (1665-1705), capitaine de prise,
- Charles Hugon du Tertre (1665-1709), capitaine de prise,
- François Hamel de Boisvert (1666-1706), capitaine de prise,
- Michel Caillouet (1667-1721), capitaine de prise,
- Nicolas Perrée de Maisonneuve (1669-1702..1706), capitaine de prise,
- Jean Ganne de Grandmaison (1679-1746), capitaine de prise,
- Jacques Fougeray du Saussey (1712-ca 1747), capitaine de prise,
- Thomas Fougeray de Grand Pré (1716-1747), capitaine de prise,
- René Jean Perrée de Grandpièce (1722-1779), capitaine de prise,
- Jean Baptiste Hugon du Puy (1725-1754), capitaine de prise,
- François Le Pelley (1734-1821), capitaine de prise,
- Jean Le Pelley de Fonteny (†1748), capitaine de prise,
- Michel Jean François Marie Clément (1773-1828), capitaine de prise,
- Michel Daguenet de la Cointerie (1774-1850), capitaine de prise,
- Luc Fougeray, sieur de la Halotière (1709-1745), lieutenant de vaisseau corsaire, tué au combat sur le Jean-François,
- Jean Le Pelley, sieur de Fonteny (?-1748), lieutenant de navire corsaire, tué au combat sur le Conquérant,
- Étienne Le Fer (†1591), corsaire tué au combat sur le Fleur-d'Olonne,
- Barthélémy Desvergées (1762-1811), corsaire, prisonnier, évadé des pontons anglais, suspecté et emprisonné à son retour par le Comité de Salut public, libéré le 5 novembre 1794 était embarqué à bord du bateau corsaire Liberté, commandé par le capitaine Luc Leredde, en mars 1793. Il avait été transféré comme équipage de prise sur un navire anglais capturé ; mais le 15 avril 1793, cette prise fut récupérée par un corsaire anglais et Barthélémy Desvergées fut emprisonné sur les pontons de Plymouth d'où il s'évade.

## Autres Corsaires
| Période      | Nom                  | Dates     | Années d'activité | Pays d'origine (Pays de ralliement, si différent) | Commentaires                                      | Lieu d'activité |
| ------------ | -------------------- | --------- | ----------------- | ------------------------------------------------- | ------------------------------------------------- | --------------- |
|              | Louis Le Mel         |           |                   | Belgique                                          | Corsaire établi à Dunkerque, originaire de Liège. |                 |
|              | Erasme de Brouwer    |           |                   | Belgique                                          | Originaire d'Ostende.                             |                 |
| XVIIe siècle | Jean de Brouwer      |           |                   | Belgique                                          | Compagnon de Jean Bart.                           |                 |
|              | François Guy de Bour | 1579-1642 |                   | France                                            |                                                   |                 |

### Autres corsaires français

#### Années 1600
- Jean-Baptiste Herbert, sieur de La Port-barré, (1654-1728) capitaine corsaire malouin, père de Thomas Herbert de La Portbarré, capitaine de la Compagnie des Indes (1694-1777), famille Herbert de La Portbarré
- Pierre Bernard de Basseville (1665-1743), armateur, capitaine corsaire du Roy, consul de Morlaix, seigneur de Basseville et de Frout
- Sales : Capitaine flibustier commandait la frégate Le Brigantin à Carthagène en 1697. Il ralliera Saint-Domingue.

#### Années 1700
- Jacques Cassard (1672-1740)
- René Duguay-Trouin (1673-1736), corsaire malouin
- Joseph Trublet de Nermont (1673-1740), Conseiller-secrétaire du Roi près le Parlement de Pau en 1710, capitaine corsaire
- Mathieu Loyson de La Rondinière (1710-1773)
- Jacques Yves Blondela de Taisy (1713-1788)
- Nicolas Anthon (1714-v.1753), corsaire du port de Morlaix
- Jean Nicolas Anthon (1747-1790), corsaire du port de Morlaix
- Pierre François Roüault de la Ville-Sauvé (1714-1764), corsaire de Saint-Servan, frère de François-Marie Roüault de Coligny et de Antoine Roüault de la Fresnay
- Pierre Anguier (1715-1787), corsaire de Saint-Valery-sur-Somme, puis commandant du port de Dunkerque
- François-Marie Roüault de Coligny (1724-1799), corsaire de Saint-Servan, frère de Pierre François Roüault de la Ville-Sauvé et de Antoine Roüault de la Fresnay
- François Thurot (1727-1760)
- Antoine Roüault de la Fresnay (1729-1765), corsaire de Saint-Servan, frère de Pierre François Roüault de la Ville-Sauvé et de François-Marie Roüault de Coligny
- Yves Joseph de Kerguelen de Trémarec (1734-1797)
- Jean Gaspard de Vence (1747-1808)
- Jean François RIOU-KERHALLET (1746-1827), corsaire du port de Brest

#### Années 1800
- Balidar (en) (1782- ?)
- Charles Cornic du Chesne (1731-1809)
- Jean Dalbarade (1743 - 1819)
- Jean-Marc Desiest (1755-1808)
- François Fidèle Ripaud de Montaudevert (1755-1814)
- Pierre Lhermite (1761-1828)
- Marie-Étienne Peltier (1762-18??)
- Jacques-Oudart Fourmentin (1764- )
- Jean Georges Michel (1765-1845)
- René Noël Rosse (1767-1826), corsaire de Saint-Servan
- Jean-Marie Dutertre (1768-1811)
- Nicolas Surcouf (né vers 1770 - date de décès inconnue, corsaire malouin, frère de Robert Surcouf)
- Alexis Olivier Verchin (1770 Avessac - 1837 Pouldergat), second de Surcouf sur la Confiance
- Étienne Pellot (1765-1856)
- Jacques de Bon (né le 7 novembre 1768 à Saint-Pierre et Miquelon; décédé à Saint-Servan le 2 décembre 1853)
- Robert Surcouf (1773-1827, très célèbre corsaire malouin)
- Joseph Pradère-Niquet (1774-1825)
- Guillaume-Marie Angenard (1776-1837)
- Tom Souville (1777-1839)
- John Ordronaux (1778-1841), corsaire français au service des États-Unis
- François Thomas Leguen-Delacroix (1779-1860), chirurgien, corsaire de Saint-Servan, maire de Saint-Pierre-de-Plesguen
- Hippolyte de Bouchard (1780-1837)
- Ambroise Louis Garneray (1783-1857)
- Louis-Michel Aury (1788-1821)